# Les Échos
Les Échos ist die täglich erscheinende Finanzzeitung mit der größten Auflage im französischsprachigen Raum. Sie befindet sich seit 2007 im Besitz des Luxusgüterkonzerns LVMH.

## Geschichte
Das Blatt wurde 1908 von den Brüdern Robert und Émile Servan-Schreiber gegründet und ging 1928 zur täglichen Erscheinungsweise über. 1953 erschien, initiiert von Jean-Jacques Servan-Schreiber, ein Supplement unter dem Namen L’Express, das sich später verselbständigte.
Nachdem das Blatt zwischenzeitlich der Familie Beytout (unter Führung von Jacqueline und Nicolas Beytout) gehört hatte, wurde es 1988 von der britischen Mediengruppe Pearson erworben und als Tochtergesellschaft der Financial Times geführt.
Im November 2007 gab Pearson den Verkauf der Zeitung für 240 Millionen Euro an den Luxusgüterkonzern LVMH des Milliardärs Bernard Arnault bekannt; die Behörden legten kein Veto ein.